# Беспечная (Киевская область)
Беспе́чная (укр. Безпечна) — село, входит в Сквирский район Киевской области Украины. Расположено на реке Раставице.
Население по переписи 2001 года составляло 386 человек. Почтовый индекс — 09025. Телефонный код — 4568. Занимает площадь 2,8 км². Код КОАТУУ — 3224082102.

## Местный совет
09025, Київська обл., Сквирський р-н, с.Дулицьке, вул. Леніна